# The Freeze
The Freeze ist eine US-amerikanische Hardcore- und Punkrock-Band aus Cape Cod, Massachusetts, die 1978 gegründet wurde, sich 1989 auflöste und seit 1990 wieder aktiv ist.

## Geschichte
Die Band wurde im Jahr 1978 gegründet. Alle Mitglieder besuchten zu diesem Zeitpunkt noch die Highschool. 1980 wurde über Rebel Records die Single I Hate Tourists veröffentlicht, worauf die Band aus dem Sänger Cliff „Hanger“ Croce, dem Gitarristen Rob DeCradle, dem Bassisten Rick Andrews und dem Schlagzeuger Lou Cataldo besteht. 1982 war die Gruppe auf dem Sampler This Is Boston, Not L.A. zu hören, wodurch sie auch überregional Bekanntheit erlangen konnte. Das gleichnamige Lied gab zudem den Titel für diesen Sampler. Bei Modern Method Records, bei dem bereits auch der Sampler veröffentlicht worden war, erschienen in 1984 die EP Guilty Face und das Debütalbum Land of the Lost. Das Album war 1983 in den Baker Street Studios in Watertown aufgenommen worden. 1985 schloss sich über Modern Method Records das zweite Album unter dem Namen Rabid Reaction, das in den Bostoner Newbury Studios aufgenommen worden war. Nach einer ersten US-Tour wurde es zwischen 1986 und 1990 still um die Band, in diesem Zeitraum wurden lediglich vier Lieder komponiert. 1989 hatte sich die Gruppe sogar aufgelöst, ehe sie sich 1990 für ein Benefizkonzert wieder zusammengefunden hatte. 1991 erschien das Album Misery Loves Company, wobei The Freeze mittlerweile zu Taang! Records gewechselt hatte. Neben Croce besteht die Besetzung hierauf aus dem Schlagzeuger Cataldo, Bill Close, der den Bass und die E-Gitarre übernahm und seit dem Debütalbum in der Band war, und den Gitarristen Joe Koonz. Das Album verkaufte sich schlechter als die Vorgänger. Daraufhin wurde der Band durch Lost & Found Records eine erste Europatournee ermöglicht, wobei das Label anfangs Material für das Live-Album Five Way Fury (1992) mitschnitt. Als Schlagzeuger war mittlerweile Pat Brady tätig, während Pat Leonard den Bass bediente. Im selben Jahr erschien bei Bitzcore Records das Album Double Dosed, das aus die Lieder des Samplers This Is Boston, Not L.A. (aus rechtlichen Gründen jedoch ohne das titelgebende Lied) sowie Aufnahmen einer Session aus dem Jahr 1988 enthält. Das erste Studioalbum bei Lost & Found Records schloss sich 1994 unter dem Namen Crawling Blind an, auf dem Walter Gustafson als neuer Schlagzeuger zu hören ist. Der Gitarrist Close übernahm, wie auch bei dem Vorgänger Album, erneut auch den Bass. Im Herbst ging es auf eine zweite Tour durch Europa. Auf dem 1995er Album Freak Show hatte sich die Besetzung erneut stark geändert. Neben Croce bestand sie aus dem Gitarristen Bill Close, dem Schlagzeuger Scott Moulaison und dem Bassisten Craig Adams. Nach der Veröffentlichung trennte sich die Gruppe von Lost & Found Records und unterzeichnete bei Dr. Strange Records, worüber 1999 das Album One False Move erschien. Seit 2005 hält die Band, mit Croce als einziges verbliebenes Originalmitglied, wieder Auftritte in der Bostoner Gegend ab.

## Stil
Matthias Mader stellte in seinem Buch This Is Boston Not New York fest, dass The Freeze zu den dienstältesten Bostonern Hardcore-Punk-Bands zähle und noch älter als etwa SS Decontrol sei. Musikalisch, ideologisch, optisch oder geographisch habe die Band nicht in die Bostoner Szene gepasst: Sie kam aus dem 100 km südöstlich von Boston gelegenen Cape Cod, die Mitglieder hätten sich nicht wie die Bostoner Hardcore-Bands gekleidet und hätten gelegentlich legale und illegale Drogen konsumiert. Die Musik sei weitaus melodischer als die von DYS, SS Decontrol und The F.U.’s. I Hate Tourists sei die erste Vinyl-Veröffentlichung einer Bostoner Hardcore-Punk-Band gewesen. Mader gab eine Aussage von der Bandhomepage wider, dass die Band damals, als This Is Boston, Not L.A. veröffentlicht worden war, Bands wie Bad Religion, Channel 3, Circle Jerks und Social Distortion hörte. Das Lied This Is Boston, Not L.A. richte sich an die gerade entstehende Bostoner Szene, nicht die aus Los Angeles einfach nur zu kopieren. Idiots at Happy Hour, ein weiterer Song des Samplers, spiegele die Zustände des Heimatorts wider. Das Lied No Exposure vom Debütalbum kritisiere die lokale Hardcore-Punk-Szene und ein lokales Fanzine namens Forced Exposure. American Town sei sozialkritisch und von Dead Kennedys inspiriert. Die Songs des Albums seien roh produziert, zügig, hätten schneidige Gitarren-Riffs und mit einem melodisch-charismatischen Gesang. Misery Loves Company handele von den Drogenproblemen der einzelnen Mitglieder. Während Crawling Blind sehr sauber produziert worden sei, sei die Produktion von Freak Show deutlich rauer. Die Lieder seien schnell und melodiös und sei gelegentlich mit Bad Religion und ALL vergleichbar.
Brian Cogan merkte in seiner Encyclopedia of Punk Music and Culture an, dass die Band Hardcore Punk spielt, der bedeutend melodischer als der der Bostoner Szene ist.
Laut Jan Jaedike vom Rock Hard sieht sich die Band zwischen Hardcore Punk und Punkrock. Im Interview mit ihm gab Cliff Croce Dead Boys, Sex Pistols, Ramones, Black Flag und Circle Jerks als frühe Einflüsse an.
Im Interview mit Martin Büsser vom ZAP Fanzine gab Joe Koonz Dead Boys, Ramones und UK Subs. Koonz stritt Heavy-Metal-Einflüsse auf Misery Loves Company ab; es seien höchstens Einflüsse aus dem Hard Rock hörbar, ansonsten verstehe man sich als Hardcore-Punk-Band. In ihrer Musik verarbeite sie keine Themen wie Anarchismus, vielmehr spiele man nur zum Spaß. Politischen Ideen weiche man zwar nicht aus, thematisiere sie jedoch nur oberflächlich.
Im BuchAmerican Hardcore von Steven Blush wurde eine Aussage des DJs Shred wiedergegeben: The Freeze habe einen großen Einfluss auf die heutigen Bands. Ihr melodischer Stil sei mehr durch Punkrock als durch Hardcore Punk beeinflusst worden. Durch ihren Drogenkonsum habe die Band nicht in die Straight-Edge-Szene gepasst.
Joachim Hiller vom Ox-Fanzine schrieb in seiner Rezension zu Boston Wolfpack, dass hierauf die drei essenziellen Alben Land of the Lost, Rabid Reaction und Misery Loves Company enthalten sind, die Lider „allerfeinsten Snotty-Hardcores“ beinhalten würden, die „trotz aller Rotzigkeit mit griffigen Melodien“ aufwarten könnten. In einer späteren Ausgabe rezensierte Hiller One False Move, der „griffigen Punkrock“ biete, der von „Hangers markant-knödligem Organ“ ergänzt werde. Das Songwriting sei routiniert, das Gitarrenspiel von Close aggressiv und die Melodien eingängig. Fünf Jahre später besprach Hiller die Kompilation Land of the Lost/Rabid Reaction: Die Lieder der beiden Alben seien wesentlich melodiöser als noch zu Zeiten von This Is Boston, Not L.A. und seien essentieller Teil der Diskografie von The Freeze. Zwei Ausgabe später äußerte sich Hiller über die Kompilation Crawling Blind/Freak Show: Die beiden Alben würden „treibende, rockende und melodiöse Punksongs“ bieten und würden zusammen mit den Liner Notes die Themen Drogen, Tod und Verzweiflung behandeln und somit den damaligen Geisteszustand Croces widspiegeln. Der Gesang sei unverkennbar, während auf den Alben ein „klassischer Boston-Gitarrenrock-Sound“ zu hören sei.
David Wienand vom Metal Hammer schrieb über Misery Loves Company, dass die Band ihre Wurzeln im Hardcore Punk hat, jedoch tendiere das Album stark gegen Hard Rock und habe nur leichte Hardcore-Einflüsse. Die Musik sei nun weniger laut, aggressiv und chaotisch, sondern geradliniger und massentauglicher.

## Diskografie
- I Hate Tourists (Single, 1980, Rebel Records)
- Land of the Lost (Album, 1984, Modern Method Records)
- Guilty Face (EP, 1984, Modern Method Records)
- Rabid Reaction (Album, 1985, Modern Method Records)
- Misery Loves Company (Album, 1991, Taang! Records)
- Bloodlights (Single, 1991, Taang! Records)
- Double Dosed (Album, 1992, Bitzcore Records)
- The Freeze / Straw Dogs (Split mit Straw Dogs, 1991, Lost & Found Records)
- Five Way Fury (Live-Album, 1992, Lost & Found Records)
- Crawling Blind (Album, 1994, Lost & Found Records)
- The Freeze and Killrays (Split mit Killrays, 1995, Lost & Found Records)
- Freak Show (Album, 1995, Lost & Found Records)
- Boston Wolfpack (Kompilation, 1996, Lost & Found Records)
- A Deadly Duo (Split mit The Bolweevils, 1996, Dr. Strange Records)
- 11/2/96 (Fireside Bowl – Chicago, IL) (EP, 1996, V.M.L. Records)
- Token Bones (Kompilation, 1997, Dr. Strange Records)
- One False Move (Album, 1999, Dr. Strange Records)
- Tearin' It Up. EP (Split mit Assert und Swellbellys, 2002, Hideous Eye Records)
- Land of the Lost/Rabid Reaction (Kompilation, 2003, Dr. Strange Records)
- Crawling Blind/Freak Show (Kompilation, 2004, Dr. Strange Records)
- Live from Cape Cod 1980 (Live-Album, 2007, Schizophrenic Records)
- Blood Flows Home (EP, 2011, Rabid Reaction Records)
- Someone's Bleeding (EP, 2016, Dr. Strange Records)